# Análise documental
A  Análise Documental  é uma técnica de recolha dados que abrange diversos tipos de documentos, também pode ser utilizada como técnica complementar de entrevistas, questionários e observação. 
A Análise Documental, conforme Cellard (2008, p. 303) é o “momento de reunir todas as partes – elementos da problemática ou do quadro teórico, contexto, autores, interesses, confiabilidade, natureza do texto, conceitos-chave”.
Mas, Cellard (2008, p. 299) defende que “continua sendo capital usar de prudência e avaliar adequadamente, com um olhar crítico, a documentação que se pretende analisar. Essa avaliação crítica constitui, aliás, a primeira etapa de toda análise documental”.
Estabelecida uma conceção terminológica comum, partimos para o objeto principal da pesquisa documental, o próprio documento.

## Definição de Documento
Definição de documento segundo Cellard (2008, p. 296), até ao final do século XIX, “a noção de documento aplicava-se quase exclusivamente ao texto, e, particularmente, aos arquivos oficiais”.  Com o tempo o conceito de documento evoluiu e ganhou uma noção mais globalizante acerca do que seria tido como documento ou fonte documental “a história social ampliou consideravelmente a noção de documento. De facto, tudo o que é vestígio do passado, tudo o que serve de testemunho, é considerado como documento ou fonte.” Nesse sentido, podemos citar textos escritos, documentos iconográficos, cinematográficos, objetos do quotidiano, elementos folclóricos, músicas, etc. No limite, poder-se-ia até qualificar de ‘documento’ um relatório de entrevista, ou anotações feitas durante uma observação” 

## Documentos pessoais e não pessoais na investigação educacional
Na perspectiva de Amado (2014, p. 276): “os documentos pessoais distinguem-se, desde logo, de outro tipo de documento pelo facto de se estabelecer uma relação muito direta com o seu autor, a sua biografia, o contexto de vida, entre outros indicadores.” .
Há um conjunto muito variado de produções pessoais, em formato escrito, oral ou gráfico como por exemplo: autobiografias, cartas pessoais, diários, evocações de sonhos, poemas, portefólios.
Citando Amado (2014, p. 276): “os objetivos do estudo dos documentos pessoais podem ser muitos e variados, e esta variedade tem logo, na sua base, a diversidade de disciplinas e de perspectivas teóricas de abordagem.”
Em pedagogia servem para explorar situações muito específicas relatadas por quem as vivência, serve também para recolher provas pormenorizadas de como as vivências sociais são interpretadas pelos seus protagonistas e quais os significados que os diferentes fatores assumem para os mesmos.
Em relação aos não pessoais, existe uma grande diversidade deste tipo de documentos. Temos como exemplo os textos oficiais, as atas, os regulamentos, os dados estatísticos sobre um determinado fenómeno, as fichas de inscrição, as fichas de avaliação e a caderneta do aluno. 
Estes documentos para além de fornecerem informação importante possibilitam compreender os fenómenos complexos que estão na génese da sua criação.